# Cristiano Zanetti
Cristiano Zanetti, född 14 april 1977 i Carrara, är en italiensk före detta fotbollsspelare. Cristiano Zanetti spelade som mittfältare och har under karriären spelat i klubbar som AS Roma och Inter. Trots att Cristiano Zanetti har samma efternamn som sin forne lagkamrat i Inter, Javier Zanetti, är de inte släkt. 
Under 1999 ställde han sig på mittplan och urinerade i halvlek; Zanetti blev avstängd två månader efter den händelsen.